# Perigi Raja
Perigi Raja is een bestuurslaag in het regentschap Indragiri Hilir van de provincie Riau, Indonesië. Perigi Raja telt 2221 inwoners (volkstelling 2010).